# Ganjigere, Channarayapatna
Ganjigere là một làng thuộc tehsil Channarayapatna, huyện Hassan, bang Karnataka, Ấn Độ.